# 弗里德里希韦尔德教堂

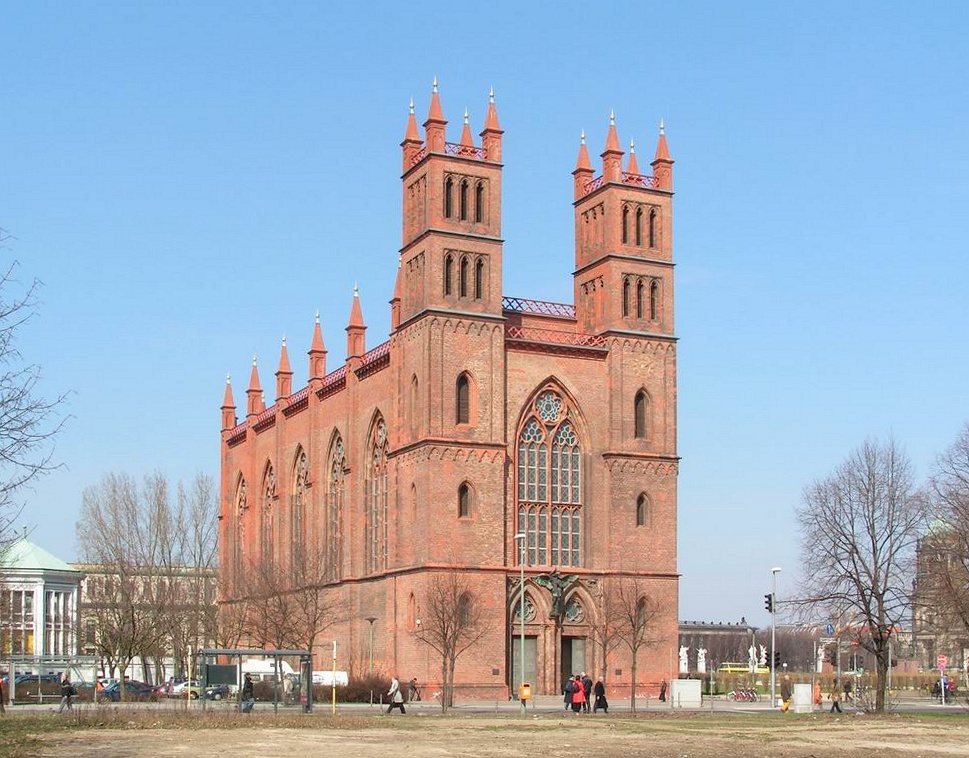
弗里德里希韦尔德教堂

弗里德里希韦尔德教堂（德语：Friedrichswerdersche Kirche）是德国首都柏林的第一座新哥特式教堂，由以设计新古典主义建筑著称的建筑师卡尔·弗里德里希·申克尔设计，兴建于1824－1831年。
该建筑目前是柏林国家博物馆建筑群的一部分，展出老国家美术馆的19世纪德国雕塑收藏品，由普鲁士文化遗产基金会维持。

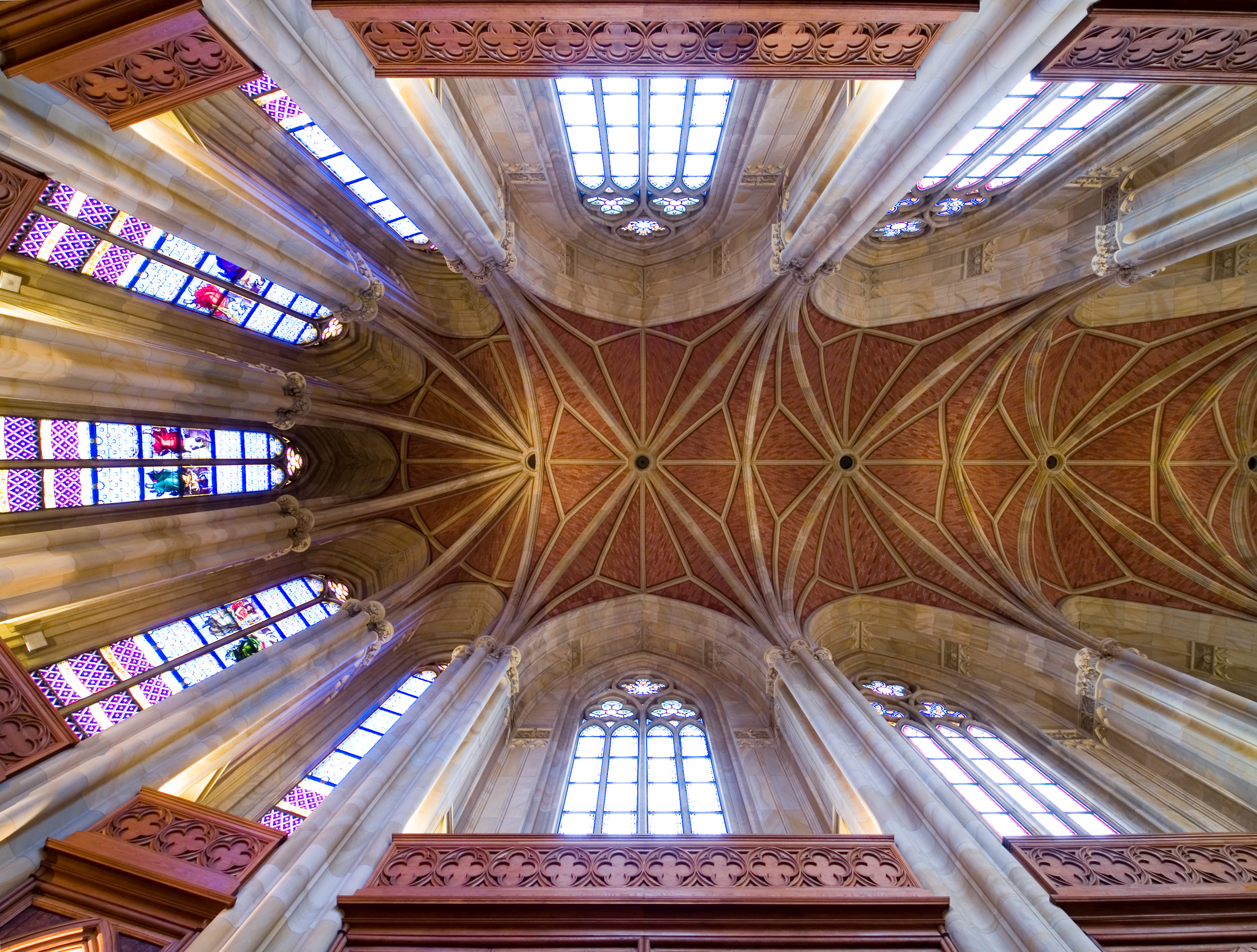
拱顶结构

52°30′57″N 13°23′50″E / 52.51583°N 13.39722°E